# Mietshaus Lindengasse 6

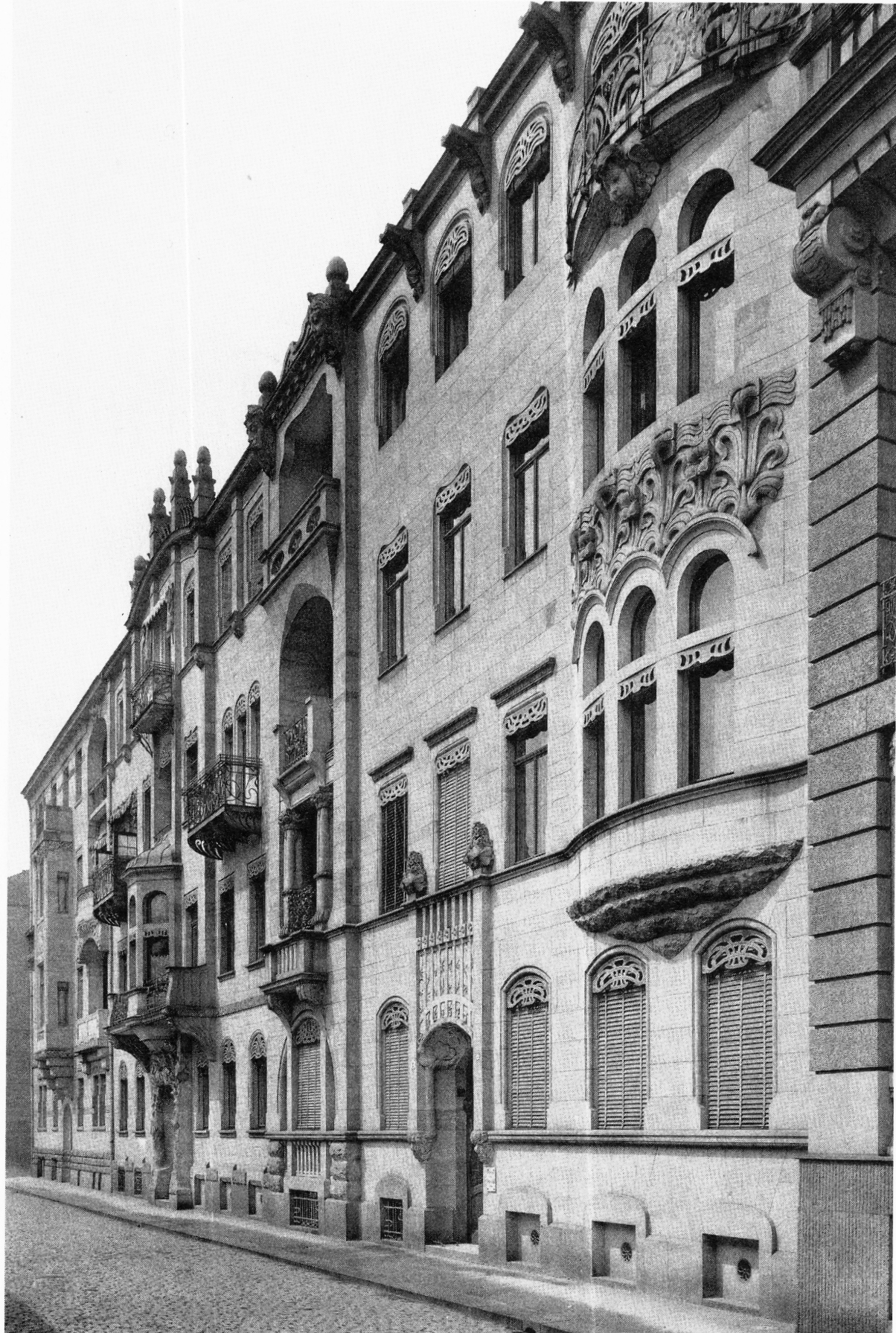
Lindengasse 2, 4 und 6

Das Mietshaus Lindengasse 6 in Dresden wurde 1901 von Louis Vogt als palaisartiges Mietshaus im Jugendstil erbaut, die Steinbildhauerarbeiten führte Peter Henseler aus. Bemerkenswert waren die loggiaartigen Balkone, deren Brüstung mit kräftiger floraler Jugendstilornamentik geschmückt waren.
Das mehrstöckige herrschaftliche Mietshaus wurde in geschlossener Bauweise errichtet. Die Fassade in Sandstein hatte eine Frontlänge, die vier Achsen beanspruchte. Über einem asymmetrisch angelegten Portal befand sich ein rechteckiger Erker. Die äußerste Fensterachse rechts war mit Zwillingsfenstern gestaltet worden. Darüber befanden sich loggiaartige Balkone, deren Brüstung mit kräftiger floraler Jugendstilornamentik reich gestaltet war.
Bei den Luftangriffen auf Dresden 1945 wurde das Gebäude zerstört. Nach der Zerstörung wurde Anfang der 1950er Jahre die Ruine beräumt, an ihrer Stelle befindet sich heute eine Grünfläche. Die heutige Adresse der Lindengasse 6 ist einem Bauwerk der 1960er Jahre zugeordnet und hat weder mit der Lage noch der Architektur des bis 1945 bestehenden Gebäudes zu tun, dieses ist ein Totalverlust.